# Castell del Catllar (Vilallonga de Ter)
|  | Per a altres significats, vegeu «Castell del Catllar». |

El Catllar és un castell del poble del mateix nom, al municipi de Vilallonga de Ter (Ripollès). Es trobava immediatament al damunt de l'ermita de Santa Maria del Catllar en un penyal des d'on es domina el curs del riu Ter i el pas entre Vilallonga i Setcases. El castell és una obra declarada bé cultural d'interès nacional.

## Descripció
El castell es trobava al cim del pujol de Catllar, al damunt de l'ermita de Santa Maria del Catllar. Tot el cim, lleugerament aplanat, havia estat clos dins un recinte de muralles. Hi veiem tres nivells. Al sector oriental, un espai pla d'uns 3,80 m d'amplada i 8,50 m de longitud. A la banda nord hi ha restes d'un mur exterior de 60 cm de gruix format de pedres irregulars sense morter. La plataforma on hi havia el castell té una longitud de 19 m i una amplada d'uns 7,50 m. A la punta est hi ha muret de 55 cm de gruix; a ponent hi ha un llenç de paret d'uns 6 m. Al sud-oest el mur s'adossa a la roca i es pot veure que forma tres angles. En aquest costat s'hi veu un arc de descàrrega.

## Història

### Origen
En el terme, la documentació més reculada és la de Tregurà (any 978) i Vilallonga a partir del 1011. La primera notícia comprovable del castell és de l'any 1125, quan Guillem Descatllar i la seva muller Beatriu donaren a Bernat Meians una peça de terra situada al vilar de Meians. Segons una genealogia de la família Descatllar feta al segle xviii, l'any 1067 era senyor del castell de Catllar Guillem Ramon Descatllar, però aquestes notícies no són comprovables.
Segurament el domini eminent del castell era realment del comtat de Besalú, un patrimoni que després passà als comtes de Barcelona. Devia comprendre l'actual terme de Vilallonga de Ter, excepte el terme del castell de la Roca de Pelancà i el lloc d'Espinalba, del terme de Llanars. Així, l'any 1126 el comte de Barcelona Ramon Berenguer III encomanà al senescal Guillem Ramon la batllia de Pere, fill d'Udalard i l'honor que Udalard tenia, que incloïa, entre altres castells, el castell del Catllar.
El principal feudatari fou la família dels vescomtes de Besalú o de Bas. Els castlans van ser la família Descatllar. El 1212, Guillem Descatllar feu una donació a Ramon de Gurb, donació que rebé la conformitat d'Hug de Torroja en nom del vescomte de Bas. El 1228, Arnau Descatllar donà garanties sobre les possibles reclamacions dels vescomtes contra la venda d'un mas situat a Vilallonga. A partir d'aquest moment, els vescomtes ja no apareixen més com a feudataris del castell. Els protagonistes seguiran essent els castlans.
L'edifici del castell ja es trobava enrunat l'any 1362, quan el rei Pere el Cerimoniós concedí permís a Ponç Descatllar per fortificar la domus de Sala, situada dins del terme del castell de Descatllar, ja que aquest castell es trobava derruït.

### Els castlans
Prengueren el cognom Descatllar del castell. A part de les actuacions ja esmentades, l'any 1250 el rei Jaume I donà a Galceran Descatllar el dret que tots els homes de Vilallonga i Espinalba defensessin el castell del Catllar. El 1328 es redactà el conveni que obligava als homes de l'Abella a fer servei d'armes al castell del Catllar. El 1385, els homes de l'Abella feren homenatge a Ponç Descatllar. L'any 1362, l'edifici ja es trobava enrunat i el rei Pere el Cerimoniós concedí permís a Ponç Descatllar per fortificar la «domus» de la Sala, situada dins el terme del castell del Catllar el qual deixà de tenir funcions defensives, assumides primer per la Sala i més tard, pel castell de la Roca de Pelancà.
Durant la guerra civil catalana (1462-1472) entre la Generalitat i el rei Joan II, el centre defensiu se centrà en la Roca de Pelancà. Per la seva participació a favor del rei, els Descatllar reberen diverses castlanies i castells a més de la incorporació del patrimoni dels Besora per casament. Aquest augment del patrimoni motivà que els Descatllar traslladessin la seva residència a la vila de Ripoll l'any 1488.
Per manca de successor masculí, el llinatge passà a ser Descatllar-Alemany. Aquesta família es veié immersa en l'acusació, potser injusta, de l'assassinat d'un germà de Damià Descatllar, drama del que es desconeix el desenvolupament. L'any 1533 aconseguiren el perdó eclesiàstic.
Entre els anys 1617 i 1621, Lluís Descatllar comprà el castell de la Roca de Pelancà als frares dominicans de Girona que n'havien esdevingut senyors per donació. A partir d'aquí, els Descatllar s'aniran allunyant de les valls del Ripollès.